# Теорема про неявну функцію
Теорема про неявну функцію — загальна назва для теорем, що гарантують локальне існування і описують властивості неявної функції, тобто функції
{\displaystyle y=f(x),\quad f\colon X\to Y,}
заданої рівнянням
{\displaystyle F(x,y)=0,\quad F\colon X\times Y\to Z.}
У математиці, точніше в аналізі функцій багатьох змінних, теорема про неявну функцію є інструментом, який дозволяє переходити від співвідношень до функцій кількох дійсних змінних.
Це досягається шляхом представлення співвідношень у вигляді графіка функції.
Може не існувати єдиної функції, графік якої може представляти все співвідношення, але може існувати така функція при обмеженні на область визначення співвідношення.
Теорема про неявну функцію дає достатню умову існування такої функції.
Точніше, для заданої системи з {\displaystyle m} рівнянь {\displaystyle f_{i}(x_{1},\dots ,x_{n},y_{1},\dots ,y_{m})=0}, {\displaystyle i=1,\dots ,m} (часто скорочено записуємо її як {\displaystyle F(x,y)=0}), теорема стверджує, що за нежорстких умов на частинні похідні (відносно змінних {\displaystyle y_{i}}) у точці, {\displaystyle m} змінних {\displaystyle y_{i}} є диференційовними функціями змінних {\displaystyle x_{j}} в деякому околі точки.  Хоча ці функції у загальному випадку не можуть бути представлені в замкненому вигляді, але вони неявно визначаються рівняннями, і це мотивувало назву теореми.
Іншими словами, за нежорстких умов на частинні похідні множина нулів системи рівнянь локально є графіком функції.

## Історія
Оґюстену-Луї Коші (1789—1857) приписують перше чітке формулювання теореми про неявну функцію.  Улісс Діні (1845—1918) узагальнив варіант теореми про неявну функцію на випадок функцій будь-якої кількості дійсних змінних.

## Перший приклад

Одиничне коло можна задати у вигляді лінії рівня функції. В околі точки змінну можна виразити як функцію. У цьому прикладі цю функцію можна записати в явному вигляді як. У багатьох випадках такого явного співвідношення не існує, але все ще можна використовувати термін неявної функції. В околі точки такої функції немає.

Якщо визначити функцію {\displaystyle f(x,y)=x^{2}+y^{2}}, то рівняння {\displaystyle f(x,y)=1} вирізає одиничне коло як множину рівня: {\displaystyle \{(x,y)\,|\,f(x,y)=1\}}.
Немає можливості представити одиничне коло у вигляді графіка функції однієї змінної {\displaystyle y=g(x)}, оскільки для кожного {\displaystyle x\in (-1,1)} є два варіанти для змінної {\displaystyle y}, а саме {\displaystyle \pm {\sqrt {1-x^{2}}}}.
Однак можна представити частину кола у вигляді графіка функції однієї змінної.
Якщо візьмемо {\displaystyle g_{1}(x)=-{\sqrt {1-x^{2}}}} при {\displaystyle -1\leq x\leq 1}, то графік {\displaystyle y=g_{1}(x)} визначає верхню половину кола.
Аналогічно, якщо {\displaystyle g_{1}(x)=-{\sqrt {1-x^{2}}}}, тоді графік {\displaystyle y=g_{2}(x)} визначає нижню половину кола.
Ціль теореми про неявну функцію — розповісти про існування таких функцій як {\displaystyle g_{1}(x)} і {\displaystyle g_{2}(x)} навіть у випадках, коли неможливо записати явні формули.  Це гарантує, що {\displaystyle g_{1}(x)} і {\displaystyle g_{2}(x)} є диференційованими, і це працює навіть у випадках, коли немає формули для {\displaystyle f(x,y)}.

## Означення
Нехай {\displaystyle f\colon \mathbb {R} ^{n+m}\rightarrow \mathbb {R} ^{m}} — неперервно  диференційована функція. Розглянемо {\displaystyle \mathbb {R} ^{n+m}} як декартів добуток просторів {\displaystyle \mathbb {R} ^{n}\times \mathbb {R} ^{m}}, і запишемо точку цього добутку як {\displaystyle ({\bf {x}},{\bf {y}})=(x_{1},\dots ,x_{n},y_{1},\dots ,y_{m})}.
Стартуючи з даної функції {\displaystyle f}, наша мета полягає в побудові функції {\displaystyle g\colon \mathbb {R} ^{n}\rightarrow \mathbb {R} ^{m}}, графік якої {\displaystyle ({\bf {x}},g({\bf {x}}))} є саме множиною всіх точок {\displaystyle ({\bf {x}},{\bf {y}})} таких, що {\displaystyle f({\bf {x}},{\bf {y}})={\bf {0}}}.
Як зазначили вище, це не завжди можливо. Тому зафіксуємо точку {\displaystyle ({\textbf {a}},{\textbf {b}})=(a_{1},\dots ,a_{n},b_{1},\dots ,b_{m})}, яка задовольняє рівняння {\displaystyle f({\textbf {a}},{\textbf {b}})={\textbf {0}}}, і знайдемо функцію {\displaystyle g} визначену в околі точки {\displaystyle ({\textbf {a}},{\textbf {b}})}. Іншими словами, знаходимо відкриту множину {\displaystyle U\subset \mathbb {R} ^{n}}, що містить точку {\displaystyle {\textbf {a}}}, та відкриту множину {\displaystyle V\subset \mathbb {R} ^{m}}, що містить точку {\displaystyle {\textbf {b}}}, і функцію {\displaystyle g\colon U\rightarrow V} таку, що графік функції {\displaystyle g} задовольняє співвідношення {\displaystyle f({\textbf {a}},{\textbf {b}})={\textbf {0}}} на {\displaystyle U\times V}, і що жодні інші точки з {\displaystyle U\times V} не задовольняють цю умову. У символьній формі
{\displaystyle \{{\textbf {x}},g({\textbf {x}})\,|\,{\textbf {x}}\in U\}=\{({\textbf {x}},{\textbf {y}})\in U\times V\,|\,f({\textbf {x}},{\textbf {y}})={\textbf {0}}\}.}
Щоб сформулювати теорему про неявну функцію, необхідне поняття матриці Якобі для функції {\displaystyle f}, яка є матрицею частинних похідних функції {\displaystyle f}.
Ввівши позначення {\displaystyle (a_{1},\dots ,a_{n},b_{1},\dots ,b_{m})} як {\displaystyle ({\textbf {a}},{\textbf {b}})}, матрицю Якобі можна записати у вигляді
{\displaystyle {\begin{aligned}&(Df)(\mathbf {a} ,\mathbf {b} )=\left[{\begin{matrix}{\dfrac {\partial f_{1}}{\partial x_{1}}}(\mathbf {a} ,\mathbf {b} )&\cdots &{\dfrac {\partial f_{1}}{\partial x_{n}}}(\mathbf {a} ,\mathbf {b} )\\\vdots &\ddots &\vdots \\{\dfrac {\partial f_{m}}{\partial x_{1}}}(\mathbf {a} ,\mathbf {b} )&\cdots &{\dfrac {\partial f_{m}}{\partial x_{n}}}(\mathbf {a} ,\mathbf {b} )\end{matrix}}\right|\left.{\begin{matrix}{\dfrac {\partial f_{1}}{\partial y_{1}}}(\mathbf {a} ,\mathbf {b} )&\cdots &{\dfrac {\partial f_{1}}{\partial y_{m}}}(\mathbf {a} ,\mathbf {b} )\\\vdots &\ddots &\vdots \\{\dfrac {\partial f_{m}}{\partial y_{1}}}(\mathbf {a} ,\mathbf {b} )&\cdots &{\dfrac {\partial f_{m}}{\partial y_{m}}}(\mathbf {a} ,\mathbf {b} )\\\end{matrix}}\right]=[X|Y],\end{aligned}}}
де {\displaystyle X} — матриця частинних похідних за змінними {\displaystyle x_{i}}, {\displaystyle Y} — матриця частинних похідних за змінними {\displaystyle y_{j}}. Теорема про неявну функцію стверджує, що якщо {\displaystyle Y} є оборотна матриця, то існують відповідно відкриті множини {\displaystyle U}, {\displaystyle V} та функція {\displaystyle g}. Записавши усі гіпотези разом, отримуємо наступне твердження.

## Формулювання теореми
Нехай Матриця Якобі {\displaystyle f\colon \mathbb {R} ^{n+m}\to \mathbb {R} ^{m}} — неперервно диференційована функція, і нехай {\displaystyle \mathbb {R} ^{n+m}} має координати {\displaystyle ({\textbf {x}},{\textbf {y}})}. Зафіксуємо точку {\displaystyle ({\textbf {a}},{\textbf {b}})=(a_{1},\dots ,a_{n},b_{1},\dots ,b_{m})} таку, що {\displaystyle f({\textbf {a}},{\textbf {b}})=\mathbf {0} }, де {\displaystyle \mathbf {0} \in \mathbb {R} ^{m}} — нульовий вектор. Якщо матриця Якобі (права частина матриці Якобі з попереднього пункту)
{\displaystyle J_{f,\mathbf {y} }(\mathbf {a} ,\mathbf {b} )=\left[{\frac {\partial f_{i}}{\partial y_{j}}}(\mathbf {a} ,\mathbf {b} )\right]}
є оборотною, то існує відкрита множина {\displaystyle U\subset \mathbb {R} ^{n}}, яка містить точку {\displaystyle {\textbf {a}}} така, що існує єдина неперервно диференційована функція {\displaystyle g\colon U\to \mathbb {R} ^{m}} така, що {\displaystyle g(\mathbf {a} )=\mathbf {b} } і {\displaystyle f(\mathbf {x} ,g(\mathbf {x} ))=\mathbf {0} } для всіх точок {\displaystyle \mathbf {x} \in U}. Більш того, якщо позначити ліву частину матриці Якобі з попереднього пункту як
{\displaystyle J_{f,\mathbf {x} }(\mathbf {a} ,\mathbf {b} )=\left[{\frac {\partial f_{i}}{\partial x_{j}}}(\mathbf {a} ,\mathbf {b} )\right],}
то матриця Якобі частинних похідних функції {\displaystyle g} в {\displaystyle U} визначається за допомогою добутку матриць:
{\displaystyle \left[{\frac {\partial g_{i}}{\partial x_{j}}}(\mathbf {x} )\right]_{m\times n}=-\left[J_{f,\mathbf {y} }(\mathbf {x} ,g(\mathbf {x} ))\right]_{m\times m}^{-1}\left[J_{f,\mathbf {x} }(\mathbf {x} ,g(\mathbf {x} ))\right]_{m\times n}.}

### Похідні вищих порядків
Якщо, крім того, функція {\displaystyle f} є аналітичною або {\displaystyle k} разів неперервно диференційованою в околі точки {\displaystyle ({\textbf {a}},{\textbf {b}})}, тоді можна вибрати відкриту множину {\displaystyle U} для того, щоб те саме виконувалось для функції {\displaystyle g} всередині {\displaystyle U}. Відповідна теорема в аналітичному випадку називається теоремою про неявну аналітичну функцію.

## Одновимірний випадок
Проста теорема про неявну функцію полягає в наступному.
Якщо функція {\displaystyle F\colon \mathbb {R} \times \mathbb {R} \to \mathbb {R} } неперервна у деякому околі точки {\displaystyle (x_{0},y_{0})}, {\displaystyle F(x_{0},y_{0})=0} і при фіксованому {\displaystyle x} функція {\displaystyle F(x,y)} строго монотонна по {\displaystyle y} у даному околі тоді у деякому двовимірному проміжку {\displaystyle I=I_{x}\times I_{y}}, що є околом точки {\displaystyle (x_{0},y_{0})}, і така неперервна функція {\displaystyle f\colon I_{x}\to I_{y}}, що для будь-якої точки {\displaystyle (x,y)\in I}
{\displaystyle F(x,y)=0\Leftrightarrow y=f(x)}.
Звичайно додатково передбачається, що функція {\displaystyle F} неперервно диференційовна, в цьому випадку умова монотонності випливає з того що {\displaystyle F_{y}'(x_{0},y_{0})\neq 0}, тут {\displaystyle F_{y}'} позначає часткову похідну {\displaystyle F} по {\displaystyle y}.
Більш того, в цьому випадку, похідна функції {\displaystyle f} може бути обчислена за формулою
{\displaystyle f'(x)=-{\dfrac {F_{x}'(x,f(x))}{F_{y}'(x,f(x))}}.}

## Багатовимірний випадок
Нехай {\displaystyle \mathbb {R} ^{n}} і {\displaystyle \mathbb {R} ^{m}} — {\displaystyle n} і {\displaystyle m}-вимірні евклідові простори з фіксованими системами координат, точки яких відповідно {\displaystyle x=(x_{1},\dots ,x_{n})} і {\displaystyle y=(y_{1},\dots ,y_{m})}.
Нехай {\displaystyle F} відображає деякий окіл {\displaystyle W} точки {\displaystyle (x_{0},y_{0})\in \mathbb {R} ^{n}\times \mathbb {R} ^{m}} у простір {\displaystyle \mathbb {R} ^{m}} і
{\displaystyle F_{1},F_{2},\ldots ,F_{m}} — координатні функції (від змінних {\displaystyle x_{1},\dots ,x_{n},y_{1},\dots ,y_{m}}) відображення {\displaystyle F}, тобто {\displaystyle F=(F_{1},F_{2},\ldots ,F_{m})}.
Припустимо, що {\displaystyle F(x_{0},y_{0})=0} і відображення {\displaystyle F} — неперервно диференційовне в околі {\displaystyle W}, а якобіан відображення {\displaystyle y\mapsto F(x_{0},y)} не рівний нулю в точці {\displaystyle y_{0}}, тобто визначник матриці {\displaystyle {\frac {\partial F}{\partial y}}(x_{0},y_{0})} не рівний нулю. Тоді існують околи {\displaystyle U} і {\displaystyle V} точок {\displaystyle x_{0}} і {\displaystyle y_{0}} відповідно в просторах {\displaystyle \mathbb {R} ^{n}} і {\displaystyle \mathbb {R} ^{m}}, причому {\displaystyle U\times V\subset W}, і єдине відображення {\displaystyle f\colon U\to V}, таке, що для всіх {\displaystyle x\in U} виконується тотожність {\displaystyle F(x,f(x))=0}. При цьому {\displaystyle f(x_{0})=y_{0}} і відображення {\displaystyle f} є {\displaystyle k} раз неперервно диференційовним на {\displaystyle U}.
Якщо функція {\displaystyle F} є неперерфно диференційовною до порядку {\displaystyle k} в множині {\displaystyle U\times V}, то такою ж є і функція {\displaystyle f} у множині {\displaystyle U} і виконується
{\displaystyle {\frac {{\rm {d}}f}{{\rm {d}}x_{j}}}(x)=-\left({\frac {\partial F}{\partial y}}(x,f(x))\right)^{-1}{\frac {\partial F}{\partial x_{j}}}(x)}.

## Доведення в двовимірному випадку
Нехай функція {\displaystyle F\colon \mathbb {R} ^{2}\to \mathbb {R} } — неперервно диференційована функція, що визначає криву {\displaystyle F({\bf {r}})=F(x,y)=0}.
Нехай {\displaystyle (x_{0},y_{0})} — точка на цій кривій.
Твердження вищенаведеної теореми можна переписати для цього простого випадку наступним чином:
Теорема. Якщо {\displaystyle \left.{\frac {\partial F}{\partial y}}\right|_{(x_{0},y_{0})}\neq 0}, то для кривої в околі точки {\displaystyle (x_{0},y_{0})} можна записати {\displaystyle y=f(x)}, де {\displaystyle f} — дійснозначна функція.
Доведення. Оскільки функція {\displaystyle F} є диференційованою, то записуємо диференціал функції {\displaystyle F} через частинні похідні:
{\displaystyle {\rm {d}}F=\operatorname {grad} F\cdot {\rm {d}}r={\frac {\partial F}{\partial x}}{\rm {d}}x+{\frac {\partial F}{\partial y}}{\rm {d}}y.}
Оскільки обмежуємося рухом по кривій {\displaystyle {\rm {d}}F=0} і за припущенням {\displaystyle {\dfrac {\partial F}{\partial y}}\neq 0} в околі точки {\displaystyle (x_{0},y_{0})} (оскільки {\displaystyle {\dfrac {\partial F}{\partial y}}} неперервна у точці {\displaystyle (x_{0},y_{0})} і {\displaystyle \left.{\dfrac {\partial F}{\partial y}}\right|_{(x_{0},y_{0})}\neq 0)}, то
отримуємо звичайне диференціальне рівняння першого порядку:
{\displaystyle \partial _{x}F\,{\rm {d}}x+\partial _{y}F\,{\rm {d}}y=0,\quad y(x_{0})=y_{0}.}
Далі шукаємо розв'язок цього звичайного диференціального рівняння на відкритому інтервалі в околі точки {\displaystyle (x_{0},y_{0})}, для якого в кожній його точці {\displaystyle \partial _{y}F\neq 0}.
Оскільки функція {\displaystyle F} неперервно диференційована і з припущення отримаємо
{\displaystyle |\partial _{x}F|<\infty ,\quad |\partial _{y}F|<\infty ,\quad \partial _{y}F\neq 0.}
З цього випливає, що функція {\displaystyle {\dfrac {\partial _{x}F}{\partial _{y}F}}} є неперервною і обмеженою на обох кінцях інтервалу.
Звідси функція {\displaystyle {\dfrac {\partial _{x}F}{\partial _{y}F}}} є неперервною за Ліпшицом як відносно змінної {\displaystyle x}, так і відносно змінної {\displaystyle y}. Отже, за теоремою Пікара—Ліпшица існує єдина функція {\displaystyle y(x)}, яка є розв'язком заданого дифенціального рівняння з початковими умовами. Що й треба було довести.

## Приклад кола
Повернемося до прикладу одиничного кола.
У цьому випадку {\displaystyle n=m=1} і {\displaystyle f(x,y)=x^{2}+y^{2}-1}.
Матриця частинних похідних — {\displaystyle 1\times 2} матриця, що задається формулою
{\displaystyle (Df)(a,b)={\begin{bmatrix}{\dfrac {\partial f}{\partial x}}(a,b)&{\dfrac {\partial f}{\partial y}}(a,b)\end{bmatrix}}={\begin{bmatrix}2a&2b\end{bmatrix}}.}
Таким чином, компонента {\displaystyle Y} у формулюванні теореми є просто числом {\displaystyle 2b};  визначене так лінійне відображення є оберненим [Тоді й лише тоді|тоді й лише тоді], коли {\displaystyle b\neq 0}.
З теореми про неявну функцію випливає, що можна локально записати коло у вигляді функції {\displaystyle y=g(x)} для всіх точок, де {\displaystyle y\neq 0}.
Для точок {\displaystyle (\pm 1,0)} стикаємося з проблемами, як зазначалося вище.
Теорему про неявну функцію все ще можна застосувати до цих двох точок, записавши {\displaystyle x} як функцію змінної {\displaystyle y}, тобто {\displaystyle x=h(y)}; тепер графік функції буде мати вигляд {\displaystyle \left(h(y),y\right)}, оскільки при {\displaystyle b=0} маємо, що {\displaystyle a=1}, і умови локального представлення функції в такому вигляді виконуються.
Неявну похідну від функції {\displaystyle y} за змінної {\displaystyle x} та від функції {\displaystyle x} за змінною {\displaystyle y} можна знайти шляхом повного диференціювання неявної функції {\displaystyle x^{2}+y^{2}-1} і прирівнювання до {\displaystyle 0}:
{\displaystyle 2x\,{\rm {d}}x+2y\,{\rm {d}}y=0.}
У результаті
{\displaystyle {\dfrac {{\rm {d}}y}{{\rm {d}}x}}=-{\dfrac {x}{y}}\quad {\text{і}}\quad {\dfrac {{\rm {d}}x}{{\rm {d}}y}}=-{\dfrac {y}{x}}.}

## Застосування: зміна координат
Нехай задано {\displaystyle m}-вимірний простір, параметризований набором координат {\displaystyle (x_{1},\dots ,x_{m})}.
Введемо нову систему координат {\displaystyle (x'_{1},\dots ,x'_{m})} за допомогою {\displaystyle m} функцій {\displaystyle h_{1},\dots ,h_{m}}, кожна з яких є неперервно диференційованою.
Ці функції дозволяють обчислити нові координати {\displaystyle (x'_{1},\dots ,x'_{m})} точки з урахуванням старих координат точки {\displaystyle (x_{1},\dots ,x_{m})} за допомогою формул {\displaystyle x'_{1}=h_{1}(x_{1},\dots ,x_{m}),\dots ,x'_{m}=h_{m}(x_{1},\dots ,x_{m})}.
Можна перевірити, чи можливе протилежне: задано координати {\displaystyle (x'_{1},\dots ,x'_{m})}, чи можна «повернутися» і обчислити вихідні координати тієї ж точки {\displaystyle (x_{1},\dots ,x_{m})}?
Теорема про неявну функцію дає відповідь на це питання.
Координати (нові та старі) {\displaystyle (x'_{1},\dots ,x'_{m},x_{1},\dots ,x_{m})} пов'язані за допомогою формули {\displaystyle f=0}, де
{\displaystyle f(x'_{1},\dots ,x'_{m},x_{1},\dots ,x_{m})=(h_{1}(x_{1},\dots ,x_{m})-x'_{1},\dots ,h_{m}(x_{1},\dots ,x_{m})-x'_{m}).}
Тепер матриця Якобі функції {\displaystyle f} у певній точці {\displaystyle (a,b)} [де
{\displaystyle a=(x'_{1},\dots ,x'_{m})}, {\displaystyle b=(x_{1},\dots ,x_{m})}] визначається як
{\displaystyle (Df)(a,b)=\left[{\begin{matrix}-1&\cdots &0\\\vdots &\ddots &\vdots \\0&\cdots &-1\end{matrix}}\left|{\begin{matrix}{\dfrac {\partial h_{1}}{\partial x_{1}}}(b)&\cdots &{\dfrac {\partial h_{1}}{\partial x_{m}}}(b)\\\vdots &\ddots &\vdots \\{\dfrac {\partial h_{m}}{\partial x_{1}}}(b)&\cdots &{\dfrac {\partial h_{m}}{\partial x_{m}}}(b)\end{matrix}}\right.\right]=[-I_{m}|J],}
де {\displaystyle I_{m}} — {\displaystyle m\times m} одинична матриця {\displaystyle J} — {\displaystyle m\times m} матриця частинних похідних, обчислених в {\displaystyle (a,b)}.
(Вище ці блоки позначалися {\displaystyle X} і {\displaystyle Y}.
У цьому конкретному застосуванні теореми жодна з матриць не залежить від {\displaystyle a}.)
Теорема про неявну функцію тепер стверджує, що можна локально виразити {\displaystyle (x_{1},\dots ,x_{m})} як функція від {\displaystyle (x'_{1},\dots ,x'_{m})}, якщо матриця {\displaystyle J} є оборотною.
Вимога оборотності матриці {\displaystyle J}  еквівалентна умові {\displaystyle \det J\neq 0}.
Отже, можна повернутися від штрихованих координат до нештрихованих, якщо визначник якобіана {\displaystyle J} відмінний від нуля.
Це твердження також відоме як теорема про обернену функцію.

### Приклад: полярні координати
В якості простого застосування розглянемо площину, параметризовану полярними координатами {\displaystyle (R,\theta )}.
Перейдемо до нової системи координат (декартових координат), визначивши функції {\displaystyle x(R,\theta )=R\cos(\theta )} і {\displaystyle y(R,\theta )=R\sin(\theta )}.
Це дає змогу для будь-якої точки {\displaystyle (R,\theta )} знайти відповідні декартові координати {\displaystyle (x,y)}.
Коли можна повернутися назад, тобто перейти від декартових координат до полярних?
Згідно попереднього прикладу, для цього достатньо виконання умови {\displaystyle \det J\neq 0}, де
{\displaystyle J={\begin{bmatrix}{\dfrac {\partial x(R,\theta )}{\partial R}}&{\dfrac {\partial x(R,\theta )}{\partial \theta }}\\{\dfrac {\partial y(R,\theta )}{\partial R}}&{\dfrac {\partial y(R,\theta )}{\partial \theta }}\\\end{bmatrix}}={\begin{bmatrix}\cos \theta &-R\sin \theta \\\sin \theta &R\cos \theta \end{bmatrix}}.}
Оскільки {\displaystyle \det J=R}, то перетворення назад до полярних координат можливе, якщо {\displaystyle R\neq 0}.
Отже, залишилося перевірити випадок {\displaystyle R=0}. Легко помітити, що у випадку {\displaystyle R=0} наше перетворення координат не є оборотним: у початку координат, значення {\displaystyle \theta } не є однозначно визначеним.

## Узагальнення

### Випадок банахового простору
На основі теореми про обернену функцію в банахових просторах можна узагальнити теорему про неявну функцію на відображення зі значеннями в банахових просторах.
Нехай {\displaystyle X}, {\displaystyle Y}, {\displaystyle Z} — банахові простори, а відображення {\displaystyle f\colon X\times Y\rightarrow Z} є неперервно диференційоване за Фреше.
Якщо {\displaystyle (x_{0},y_{0})\in X\times Y}, {\displaystyle f(x_{0},y_{0})=0}, а {\displaystyle y\mapsto Df(x_{0},y_{0})(0,y)} — ізоморфізм банахових просторів {\displaystyle Y} і {\displaystyle Z}, тоді існує окіл {\displaystyle U} точки {\displaystyle x_{0}} і окіл {\displaystyle V} точки {\displaystyle y_{0}} і диференційована за Фреше відображення {\displaystyle g\colon U\rightarrow V} таке, що {\displaystyle f(x,g(x))=0} і {\displaystyle f(x,y)=0} тоді й лише тоді, коли {\displaystyle y=g(x)} для всіх {\displaystyle (x,y)\in U\times V}.

### Випадок недиференційованих функцій
У випадку недиференційованої функції {\displaystyle f} мають місце різні формулювання теореми про неявну функцію.
Стандартним є те, що в одновимірному випадку достатньо локальної строгої монотонності. Наступне більш загальне формулювання було доведене Кумагаєм на основі спостереження Джітторнтума.
Розглянемо неперервне відображення {\displaystyle f\colon \mathbb {R} ^{n}\times \mathbb {R} ^{m}\to \mathbb {R} ^{n}} таке, що {\displaystyle f(x_{0},y_{0})=0}.
Існують відкриті околи {\displaystyle A\subset \mathbb {R} ^{n}} і {\displaystyle B\subset \mathbb {R} ^{m}} відповідно точок {\displaystyle x_{0}} і {\displaystyle y_{0}} такі, що для всіх {\displaystyle y} з {\displaystyle B} відображення {\displaystyle f(\cdot ,y)\colon A\to \mathbb {R} ^{n}} є локальною бієкцією тоді і лише тоді, коли існують відкриті околи {\displaystyle A_{0}\in \mathbb {R} ^{n}} і {\displaystyle B_{0}\in \mathbb {R} ^{m}} точок {\displaystyle x_{0}} і {\displaystyle y_{0}} такі, що для всіх {\displaystyle y\in B_{0}} рівняння {\displaystyle f(x,y)=0} має єдиний розв'язок
{\displaystyle x=g(y)\in A_{0},}
де {\displaystyle g} — неперервна функція з {\displaystyle B_{0}} в {\displaystyle A_{0}}.

## Дивись також
- Теорема про обернену функцію.
- Теорема про постійний ранг: теорему про неявну функцію і теорему про обернену функцію можна розглядати як частинні випадки теореми про постійний ранг.

## Виноски
1. ↑  У пізанській математичній школі її називали теоремою Діні.
В англомовній літературі теорема Діні — інша теорема математичного аналізу.